# 卓尼土司
卓尼土司（藏語：ཅོ་ནེ་དཔོན་པོ，威利转写：co ne dpon po）是今甘肃省甘南藏族自治州境内的一个政教合一的藏族杨姓土司政权。卓尼杨土司政权历经明、清两朝和中华民国，共传20代，历时532年（1418～1949）。1902年，第十九任土司杨积庆袭位时，下辖48旗（相当于今乡级行政区）和16掌尕（今行政村），共计为两万多平方公里，包括今卓尼县、迭部县、舟曲县等地，十余万人口。

## 历史
卓尼土司的始祖大约在唐朝末年率其家族和十六部落离开西藏，经过几个世纪的辗转迁徙，在元末明初由四川若尔盖进入甘南的迭部地区。
明永乐二年(1404年) ，卓尼土司先祖“些儿地”征服了迭部达拉18族。 明永乐四年（1406年），卓尼番部头领“些儿地”率部内附。永乐十四年（1418年）被“些儿地”授予世袭正千户（一世卓尼土司），并接管卓尼大寺世袭的僧纲大权，形成政教合一的地方独立政权。永乐十六年(1418年)，“些儿地”入京朝贡，被授洮州卫世袭指挥佥事兼武德将军。二代土司赞卜。三代土司扎西。四代土司嘎吉。正德四年（1509年），五世土司旺秀兼摄僧纲进京朝觐，被皇帝赐姓杨，改名洪，所属番民由此亦随杨姓（称“卓尼杨家”）。“政属于土司，教属于僧纲……兄任民长，管理政治，弟任寺主，主持宗教，历代相传，土司长子例袭土司，次子例袭僧纲。遇独子时，土司兼袭僧纲，政教合而为一”。禅定寺历史上共有18任僧纲，其中6任专职僧纲，其余均为土司兼摄。
六代土司杨臻兼摄僧纲。七代土司杨葵明兼摄僧纲。八代土司杨国龙兼摄僧纲。九代土司杨朝梁兼摄僧纲，以屯军、屯民编制设旗。十代土司杨威兼摄僧纲。十一代土司杨汝送。康熙四十九年（1710年）土司之弟、卓尼大寺堪布阿旺赤勒嘉措进京被皇帝封为大国师，受僧纲爵，御赐“敕赐禅定寺”匾额。康熙五十一年（1712年），十一世卓尼土司征服上下迭部及博峪黑番，将其辖地分设为四十八个旗。十二代土司杨冲霄。十三代土司杨昭。第十四代土司杨声,幼时卓尼政教事务均由其祖母仁钦华宗代理。十五代土司杨宗业。十六代土司杨宗基兼摄僧纲。十七代土司杨元兼摄僧纲。

## 民国时期
1902年，第18任土司杨作霖兼摄僧纲（1880年就任）的二房侄孙杨积庆，时年13岁，破例承袭第19任土司之位，并兼禅定寺禅师（兼摄第十七任僧纲）。1922年河州镇守使裴建准委任土司杨积庆为河州南路巡防马步十三营统领。1928年河湟事变后，甘肃省督办刘郁芬委托杨积庆为洮岷路游击司令。军事隶属于西北边防督办，行政隶属于甘肃省第一行政督察区专员公署。
1931年8月，南京国民政府通过《明令撤销土司》一案,但对卓尼土司却仍然维持旧制。1932年，甘肃宣慰使孙蔚如任命卓尼土司杨积庆为洮岷路保安司令，从此当地人称之为“杨司令”。大公报记者范长江在其名著《中国的西北角》的“杨土司与西道堂”一节，记述了于1935年8月20日在洮河南岸的“泼鱼村”（博峪村）亦即洮岷路保安司令部（即土司衙门）与卓尼土司杨积庆会面访问的经过，详细生动描写了当年的卓尼状况。卓尼土司一直实行“兵马田制度”，“一户一兵一马一枪”，“上马为兵，下马为民，寓兵于农”，至少拥有11600名骑兵，编为3个藏兵团。
1935年9月，红一方面军长征进抵甘南俄界，土司杨积庆（兼洮岷路保安司令、禅定寺禅师）受范长江、续范亭（时任在兰州的邓宝珊新编第一军中将参议）影响，认为红军是“抗日反蒋”、“不压迫番民”，密令“藏兵撤退山林，不与红军对抗，迅速修复已毁达拉沟、尼傲峡绝壁栈道，让红军通过迭部。迭部几个仓的粮食，不必转运、窖藏，让红军取食……”，派刘得胜与红军秘密联络，在迭部崔古仓(红军称谷卡)开仓放粮给红军30多万斤，红军总政治部还专门在粮仓门板上写“此仓内粮是杨土司庄稼粮，望各单位节约用粮”的告示，并在仓内留下江西苏维埃纸币两捆，及少量银元，作为粮款（一说还有部分借条）。杨积庆为北上红军让道济粮的行为引起了国民党甘肃绥靖公署主任朱绍良的强烈不满。1936年8月红四方面军的红三十二军等部长征过甘南，杨积庆派人与红军达成了一项互不侵扰的默契，没有和红军发生过一次枪战。红四方面军过境后，甘南地方军阀鲁大昌部“清乡”、搜捕、屠杀掉队红军。杨土司收留、安置红军掉队伤病员，到解放初期，仅迭部县境内就有流落红军200多人，在并，至1949年仅迭部县境内有200余红军失散人员，90年代初还有10余人健在。
1937年8月25日，驻岷县国民革命军第165师师长鲁大昌称奉1937年4月任兰州行辕主任贺耀祖之命策动杨土司手下团长姬从周、秘书方秉义等人向洮岷路保安司令部进攻，当夜杨积庆及长子杨琨夫妇等七人殒命，其余眷属被软禁于力赛官邸。8月26日，鲁大昌等部在博峪召开会议，宣布了杨积庆私通红军等“八大罪状”，提出铲除封建土司制度的口号，并成立卓尼临时维持委员会，推举姬从周为任主任委员兼代洮岷路保安司令，方秉义为委员。1937年9月17日，拥护土司的藏兵攻克博峪村，姬从周战死，方秉义逃往岷县，维持委员会溃散。土司夫人杨守贞等亲属，移居禅定寺僧纲衙门。年仅八岁的次子杨复兴继任卓尼第20代土司并兼任洮岷路保安司令。杨积庆遗孀杨守贞毅然代理卓尼政教事务。
土司杨复兴亲政时，妇辈代理政务的局面结束。甘肃省政府借博峪事变善后之机于1937年9月22日第五廿二次省务会议决议，“准将卓尼照旧案改土归流”，设立了卓尼设治局。 卓尼设治局长及洮岷路保安副司令派临潭县长薛达暂行兼代。1937年9月29日贺耀祖以西安行营副主任的身份命令国民革命军第一军西北补充旅进驻卓尼，武力镇慑，压服鲁大昌从命。

## 1949年后
1949年9月11日，末代卓尼土司杨复兴率部起义，主动宣布在卓尼废除土司制度。1958年甘肃藏区实行民主改革，正式废除拉卜楞寺政教合一制度，拉卜楞寺政教合一制度历时250年（1709～1958），共传6世。
1950年设立卓尼自治区，杨复兴任行政委员会主任。1950年10月，中央慰问团来甘南时，带来了周恩来总理至杨复兴的亲笔信，对当年其父杨庆积土司让道济粮援助红军之情表示感谢。1955年5月改设卓尼县， 甘南藏族自治州副州长、甘南军分区副司令员，西北军政委员会民族委员杨复兴兼任县长。1956年12月，杨复兴加入中国共产党，1960年任甘肃省民委副主任，1963年当选为中共甘南州委委员。

## 历代卓尼土司
| 代次   | 藏名                               | 汉名   | 生卒年 | 在位时间 | 简介                                                         |
| ------ | ---------------------------------- | ------ | ------ | -------- | ------------------------------------------------------------ |
| 一代   | 些地 ཅོ་ནེ་རྒྱལ་པོ་ཤིས་བསྡུས།              | 不適用 |        |          | 出生于四川若尔盖，生活于明朝初年，率部迁居卓尼定居的首任土司 |
| 二代   | 赞普 ཅོ་ནེ་རྒྱལ་པོ་བཙན་པོ།               | 不適用 |        |          | 些地的长子，其在位期间，卓尼寺由萨迦派改宗格鲁巴             |
| 三代   | 扎西 ཅོ་ནེ་རྒྱལ་པོ་བཀྲ་ཤིས།               | 不適用 |        |          | 赞普之子，天顺年间承袭父职                                   |
| 四代   | 噶吉 ཅོ་ནེ་རྒྱལ་པོ་དགའ་སྐྱེད།              | 不適用 |        | 1469年   | 扎西之子                                                     |
| 五代   | 旺秀 ཅོ་ནེ་རྒྱལ་པོ་དབང་ཕྱུག               | 杨洪   |        |          |                                                              |
| 六代   | ཅོ་ནེ་རྒྱལ་པོ་ཡང་དྲིན།                    | 杨臻   |        |          |                                                              |
| 七代   | ཅོ་ནེ་རྒྱལ་པོ་ཡང་ཚེ་མེས།                  | 杨葵明 |        |          |                                                              |
| 八代   | ཅོ་ནེ་རྒྱལ་པོ་ཡང་ཚེ་མེས།                  | 杨国龙 |        |          |                                                              |
| 九代   | ཅོ་ནེ་རྒྱལ་པོ་ཚེ་དབང་དོན་གྲུབ།              | 杨朝梁 |        |          |                                                              |
| 十代   | ཅོ་ནེ་རྒྱལ་པོ་བློ་བཟང་དོན་གྲུབ།              | 杨威   |        |          |                                                              |
| 十一代 | ཅོ་ནེ་རྒྱལ་པོ་མང་སྲོལ་མགོན་པོ།              | 杨汝松 |        |          |                                                              |
| 十二代 | ཅོ་ནེ་རྒྱལ་པོ་མང་སྲོལ་མགོན་པོ།              | 杨冲霄 |        |          |                                                              |
| 十三代 | ཅོ་ནེ་རྒྱལ་པོ་བསོད་ནམས་ཆོས་འཕེལ།           | 杨昭   |        |          |                                                              |
| 十四代 | ཅོ་ནེ་རྒྱལ་པོ་བསྟན་སྲུང་ཚེ་རིང་།             | 杨声   |        |          |                                                              |
| 十五代 | ཅོ་ནེ་རྒྱལ་པོ་བསྟན་འཛིན་རིན་ཆེན་ཆོས་སྐྱབས།     | 杨宗业 |        |          |                                                              |
| 十六代 | ཅོ་ནེ་རྒྱལ་པོ་ཆོས་སྐྱབས་འགྱུར་མེད་རྡོ་རྗེ།        | 杨宗基 |        |          |                                                              |
| 十七代 | ཅོ་ནེ་རྒྱལ་པོ་ཆོས་སྐྱབས་འགྱུར་མེད་རྡོ་རྗེ།        | 杨元   |        |          |                                                              |
| 十八代 | ཅོ་ནེ་རྒྱལ་པོ་རིན་ཆེན་བསྟན་འཛིན་འཕྲིན་ལས་རྡོ་རྗེ། | 杨作霖 |        |          |                                                              |
| 十九代 | ཅོ་ནེ་རྒྱལ་པོ་བློ་བཟང་བསྟན་འཛིན་རྣམ་རྒྱལ་རྡོ་རྗེ།  | 杨积庆 |        |          |                                                              |
| 二十代 | ཅོ་ནེ་རྒྱལ་པོ་བློ་བཟང་བསྟན་འཛིན་རྣམ་རྒྱལ་རྡོ་རྗེ།  | 杨复兴 |        | 1949 年  |                                                              |